# Czarkowyella
Czarkowyella es un género de foraminífero bentónico de la subfamilia Wheelerellinae, de la familia Ellipsoidinidae, de la superfamilia Pleurostomelloidea, del suborden Buliminina y del orden Buliminida. Su especie tipo es Czarkowyella czarkowyensis. Su rango cronoestratigráfico abarca el Maastrichtiense inferior (Cretácico superior).

## Discusión
Clasificaciones previas hubiesen incluido Czarkowyella en la familia Pleurostomellidae y en el suborden Rotaliina del orden Rotaliida.

## Clasificación
Czarkowyella incluye a la siguiente especie:
- Czarkowyella czarkowyensis †